# Tótkomlós
Tótkomlós é uma cidade da Hungria, situada no condado de Békés. Tem 125,05 km² de área e sua população em 2019 foi estimada em 5.995 habitantes.